# Česká menšinová škola (Moravská Třebová)
Česká menšinová škola je ukázkou meziválečné moderny v Moravské Třebové. Na seznam kulturních památek byla zapsána 12. března 2014.

## Historie
První menšinová škola byla založena už roku 1920. Několik žáků docházelo do areálu bývalého uprchlického tábora (od 1935 - areál vojenského gymnázia). Kvůli zvyšujícímu se počtu dětí byla v roce 1924 zřízena druhá třída a škola se přemístila do budovy sirotčince v Jevíčské ulici. K výstavbě nové školní budovy na Svitavské ulici došlo v letech 1925-1926. Ministerstvo veřejných prací zadalo projekt architektu Vojtěchu Vanickému. Absolvent architektonické speciálky Akademie výtvarných umění v Praze, a také žák Jana Kotěry a Josefa Gočára navrhl stavbu v duchu meziválečné moderny, inspirované holandským hnutím De Stijl. Stavba začala v srpnu 1925 na pozemku odkoupeném od knížete Johanna z Liechtensteina, za novostavbou okresního úřadu. Stavbu provedla prostějovská firma Hrbata a Smékal, stavební dozor vykonal stavební rada František Moučka. Škola byla slavnostně otevřena 22. srpna 1926 a česká menšina ve městě ji pojala jako velkolepou národní slavnost. Uvnitř se nacházely tři třídy, kdy třetí byla rezervní a v zimě se využívala jako tělocvična. Škola byla vystavěna tak, aby k ní bylo možné případně přistavět další přístavby, k čemuž nikdy nedošlo. Po dostavění II. základní školy na Palackého ulici sloužila ještě v 70. letech jako tzv. pobočka. Od první dekády 21. století je budova sídlem Oblastní charity Moravská Třebová.

## Architektura

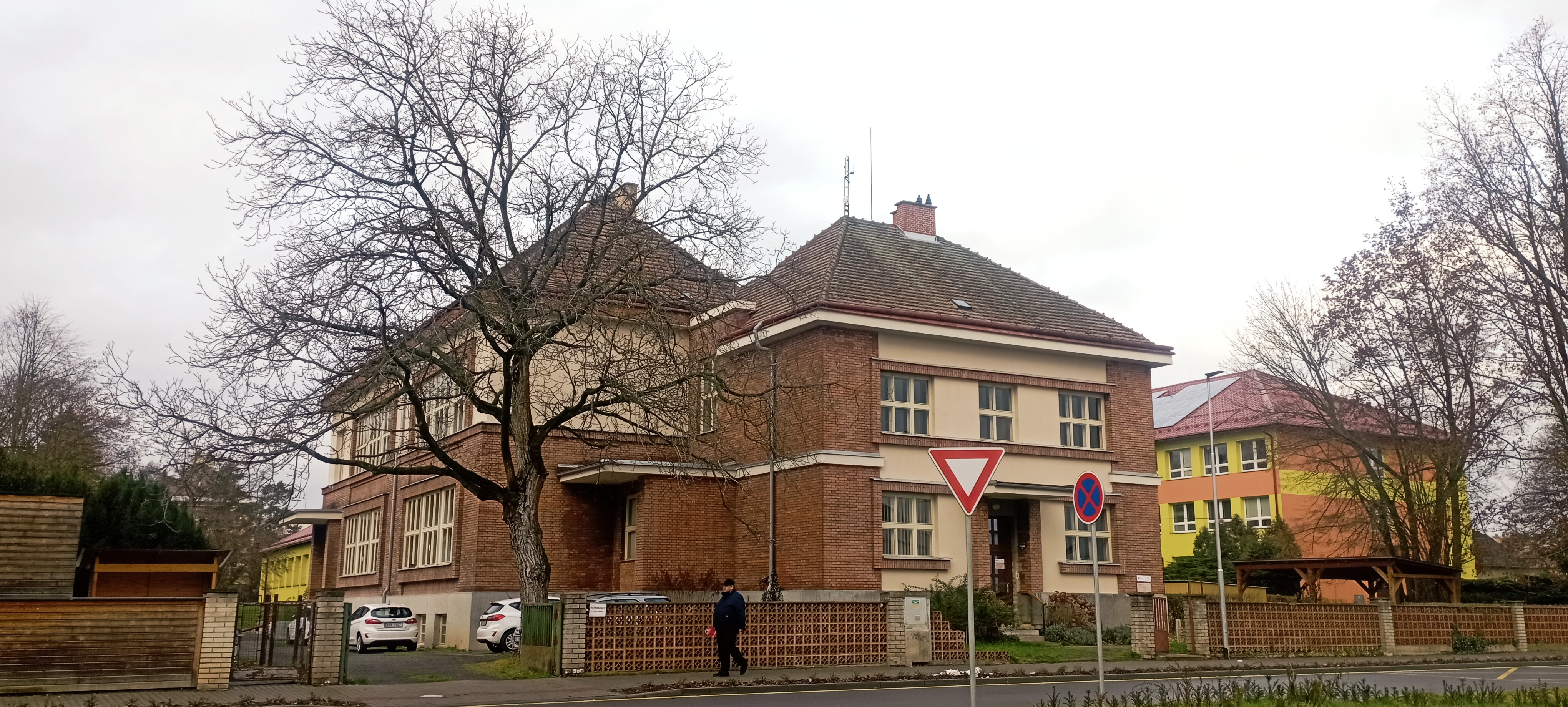
Česká menšinová škola

Budova je tvořena třemi jednopatrovými trakty s valbovými střechami. Hlavní trakt se obrací do Svitavské ulice velkými okny tříd a vstupem zapuštěným po straně do fasády. Původně byla škola členěna na školní část s rizalitem na severu se záchody, a část mateřské školy s vlastním vstupem z ulice Školní. Po změně funkčnosti budovy na sídlo charity byly jednotlivé velké místnosti tříd přepaženy novými přepážkami a změnila se i barevnost interiéru. Zachovaly se ale původní dveře a dlažba. Celá budova je podsklepena, kdy sklepy jsou opatřeny betonovými trámkovými stropy. Fasády kombinují režné cihelní zdivo a hladké omítnuté plochy.